# Władysław Gajkiewicz
Władysław Gajkiewicz (ur. 4 czerwca 1850 w Kielcach, zm. 20 marca 1920) – polski lekarz neurolog i  psychiatra. 

## Życiorys
Syn Karola i Emilii z Górskich. Ukończył gimnazjum klasyczne w Kielcach, w 1866 rozpoczął studia na Wydziale Lekarskim Szkoły Głównej Warszawskiej, w 1871 na Uniwersytecie Warszawskim otrzymał tytuł doktora medycyny. Następnie wyjechał w podróż naukową po klinikach neurologicznych w Europie, m.in. zwiedził ośrodki w Wiedniu i Heidelbergu. Przez kilka lat pracował w klinice Charcota w Paryżu. Po powrocie do Polski w 1880 otrzymał stanowisko ordynatora oddziału neurologicznego Szpitala Starozakonnych w Warszawie, w 1903 zastąpił go na tym stanowisku Edward Flatau, a Gajkiewicz objął analogiczne stanowisko w Szpitalu Dzieciątka Jezus. Był wieloletnim redaktorem „Gazety Lekarskiej”. Prezes Towarzystwa Lekarskiego Warszawskiego i prezes Komitetu I Zjazdu Neurologów Polskich. Od 1913 prezes Towarzystwa Warszawskiego Instytutu Psychologicznego.
Został pochowany na cmentarzu Powązkowskim (kwatera 31 wprost-3-1).

## Wybrane prace
- Obecne wiadomości i poglądy na budowę układu nerwowego, 1908
- O objawach przedsionkowych i ich znaczeniu fizjologicznem i patologicznem, 1913
- O obecnym stanie wiedzy o umiejscawianiu czynności i zboczeń mózgowych, 1878
- O najnowszych poglądach na fizjologię mózgu, 1888
- O umiejscawianiu czynności i zboczeń mózgowych. Medycyna 9, s. 37, 1881
- O źrenicy w stanie zdrowia i choroby. Warszawa, 1902
- Syfilis układu nerwowego. Warszawa, 1890
- Syphilis du systeme nerveux. Paris, 1892